# Centerpartiets Ungdomsförbund
Centerpartiets ungdomsförbund (CUF) er en ungdomsorganisation som er knyttet til Centerpartiet i Sverige. Organisationen har sine rødder tilbage fra til 1917, men fik sit nuværende navn i 2004. Centerpartiets Ungdomsförbund er knyttet til Nordens Liberale og Radikale Ungdom, IFLRY og LYMEC.

## Formand
Formanden for Centerpartiets Ungdomsforbund hedder Caroline von Seth. Hun blev valgt som formand den 20. maj 2023 og efterfulgte Réka Tolnai. Generalsekretæren for organisationen hedder Linnea Andersson.